# Dirades annulifer
Dirades annulifer är en fjärilsart som beskrevs av W. Warren 1896. Dirades annulifer ingår i släktet Dirades och familjen Uraniidae. Inga underarter finns listade i Catalogue of Life.